# Bética

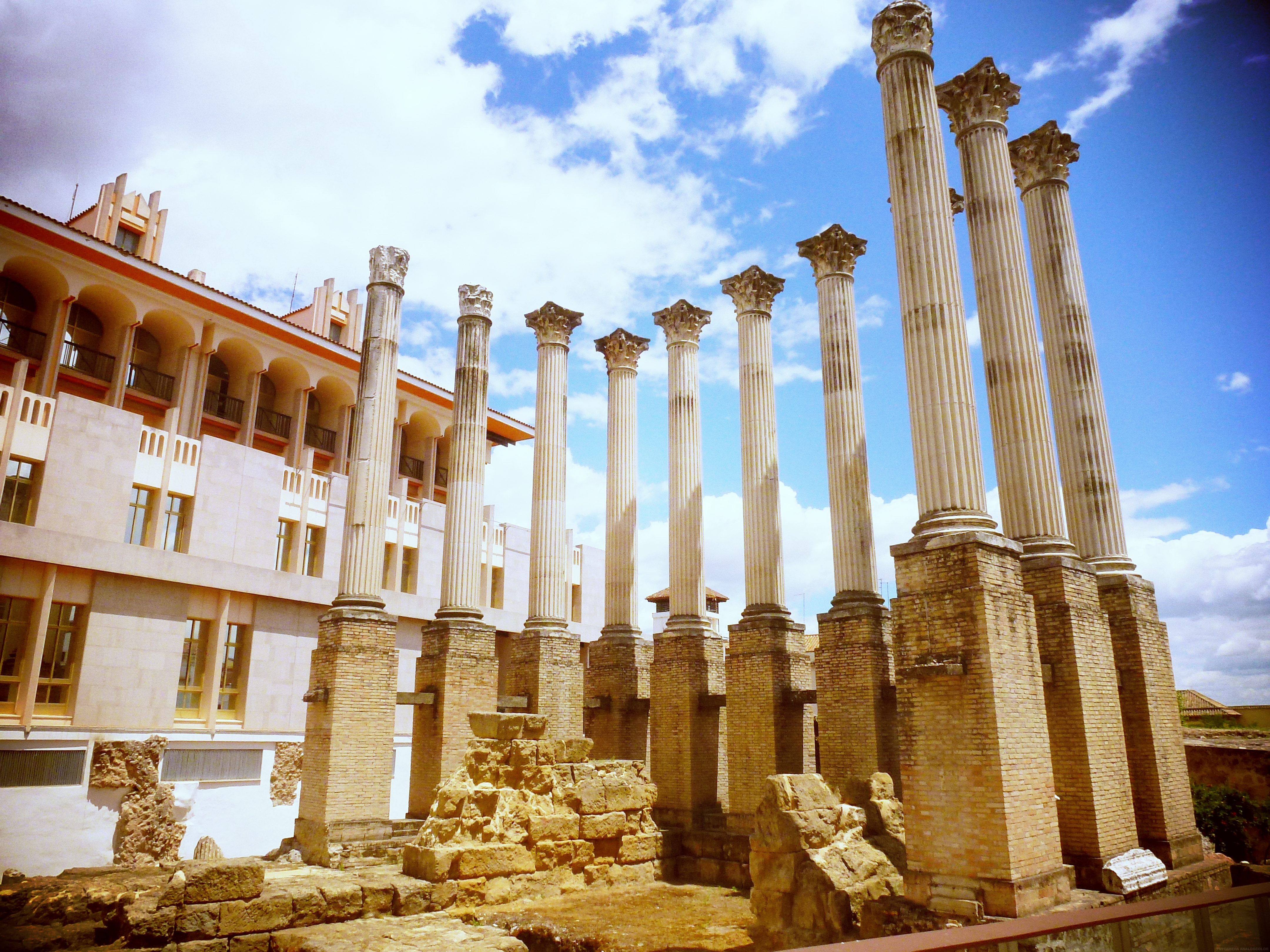
Templo de culto imperial de Córdoba.

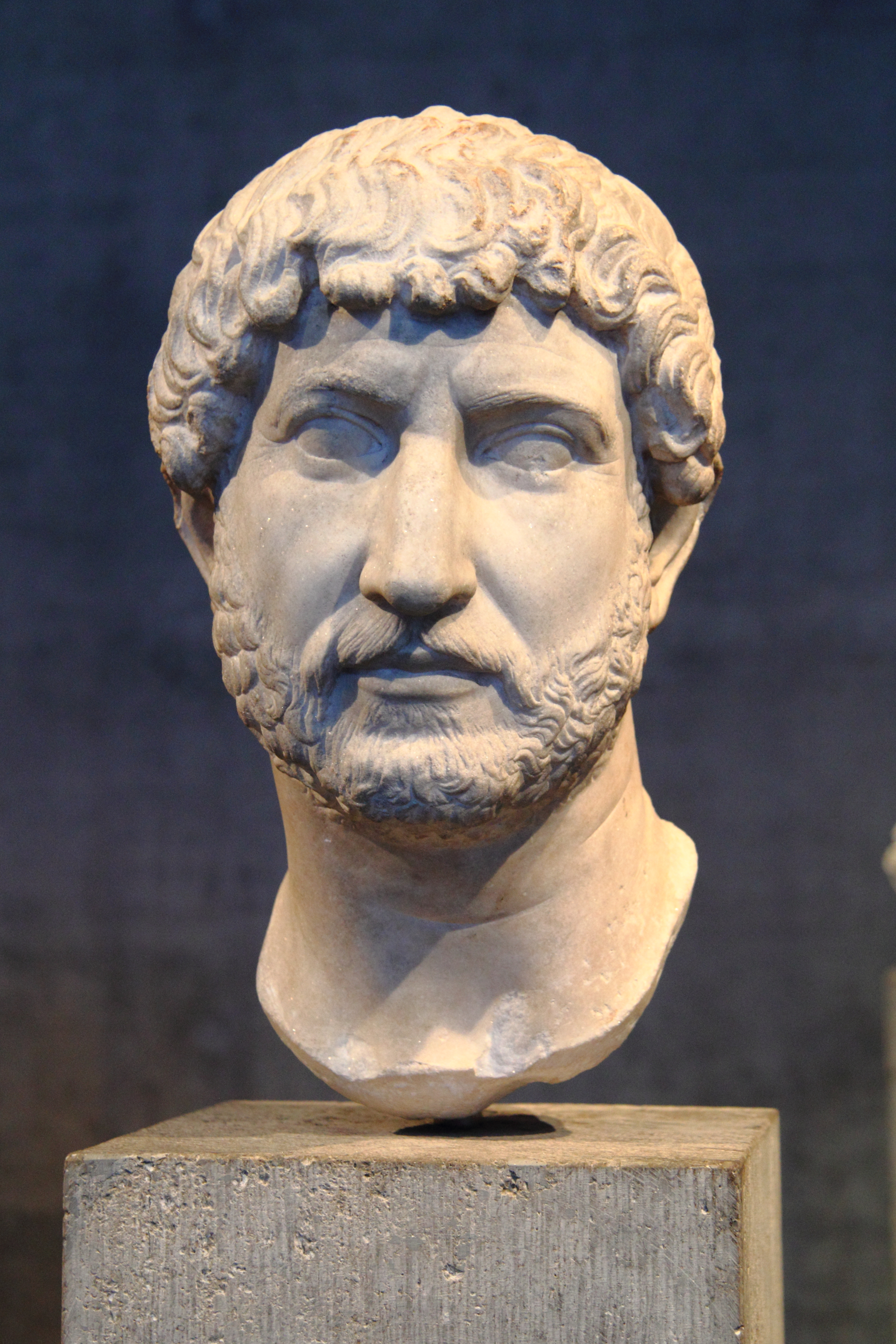
Publio Elio Adriano (117-138)

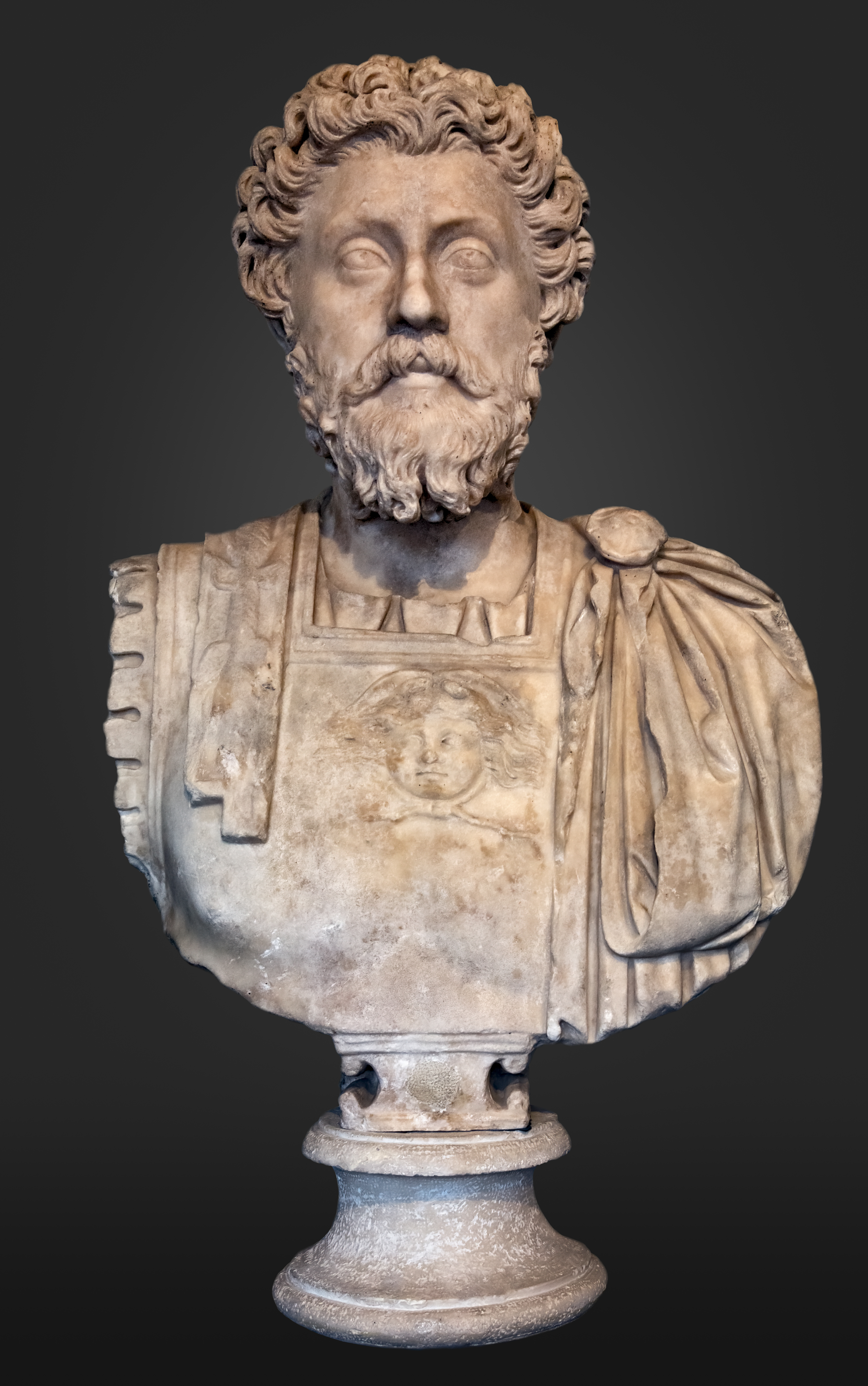
Marco Aurelio Antonino (161-180)

La Bética (en latín, Bætica) fue una provincia romana creada en 27 a. C. en Hispania, que subsistió como entidad administrativa hasta la invasión islámica del siglo VIII. Tomó su nombre del río Betis (en latín Bætis), llamado en la actualidad Guadalquivir. En época romana, su capital fue la Colonia Patricia Corduba (actual Córdoba). En el siglo V, con la caída del imperio y la creación del Reino Visigodo, la capitalidad se trasladó a Híspalis (actual Sevilla). Su territorio corresponde aproximadamente al de la actual Andalucía.
La Bética fue una de las provincias más importantes del mundo romano, tanto política como cultural y económicamente. En el siglo I a. C. siendo todavía parte de la Hispania Ulterior, fue uno de los principales teatros de operaciones de la guerra civil entre Julio César y Pompeyo Magno. Con la instauración del imperio a partir de Augusto, debido a su intensa romanización y prosperidad económica, fue elevada a la categoría de provincia senatorial, gobernada por un procónsul nombrado directamente por el Senado, en el que no era necesaria la presencia de legión alguna. Dio también a Roma dos de sus emperadores más brillantes, Trajano y Adriano, y en ella tenía sus raíces familiares un tercero, Marco Aurelio. En lo cultural, vio nacer a figuras de primer orden de la civilización romana como el filósofo estoico Séneca, el poeta Lucano, el geógrafo Pomponio Mela o el agrónomo Columela. Con la cristianización del imperio, el obispo Osio sentó las bases del dogma católico. Y en época visigoda, destacó por sobre todos las demás San Isidoro de Sevilla, custodio de la civilización hispanorromana. En el terreno económico fue muy significativa la extracción de minerales (oro, plata, cobre y plomo) y la agricultura, con la producción y exportación sobre todo de cereales, aceite y vino, estos dos últimos especialmente famosos en todo el imperio junto con el garum.

## Territorio

Hispania en época de Diocleciano.

La Bética comprendía más del 75% del territorio de la actual Andalucía y una parte de Extremadura: la mayor parte de las provincias completas de Cádiz, Córdoba, Huelva, Málaga y Sevilla, la mitad occidental de las de Granada y Jaén, una quinta parte de la de Almería y parte del sur de Badajoz.

Máxima expansión del Imperio romano.

Primera división romana de Hispania, donde puede verse la Hispania Ulterior.

Hispania según la división provincial romana del 27 a. C., donde pueden apreciarse los límites de la Bética.

Fue dividida en cuatro conventus iuridici:
- Conventus Cordubensis, con capital en Córduba que además era la capital de toda la provincia Bética.
- Conventus Astigitanus, con capital en Astigi.
- Conventus Gaditanus, con capital en Gades.
- Conventus Hispalensis con capital en Hispalis.

Anfiteatro de Itálica, construido en tiempos de Adriano (117-138).

Estas divisiones territoriales eran partidos judiciales, en los que los principales de la comunidad se reunían anualmente bajo la dirección de un legatus iuridicus del procónsul para supervisar la administración de justicia.
Hacia los años 13-7 a. C. se modificaron los límites orientales de la Bética. Los distritos de Cástulo, Acci y el territorio al este y norte de la actual provincia de Almería, que pertenecieron originalmente a la provincia Bética, fueron segregados por Augusto e incorporados a la provincia Tarraconense. Como la Bética era una provincia senatorial, este hecho se interpreta como un acto del emperador en pos de controlar directamente las minas de esa zona, ya que la Tarraconense era una provincia que dependía directamente del poder imperial, no del Senado.
El territorio se articulaba a través de una red de calzadas dispuestas con base en tres grandes ejes de paso naturales: La depresión Bética, el surco Intrabético y la costa. En torno a estos ejes se disponían importantes núcleos de población como Córduba, Gades, Hispalis, Iliberris, Malaca y Ostippo, entre otros, que monopolizaban la recaudación de impuestos, el comercio y la explotación del ager, además de ser grandes focos de penetración de la cultura romana y de su distribución por sus áreas de influencia rural. El carácter divisorio de grandes ríos como el Guadiana y el Guadalquivir, la importancia de los grandes distritos mineros como Almadén, la frontera natural que supone Sierra Morena, la importancia de grandes núcleos poblacionales y la facilidad de comunicación por mar, son elementos que hacían de frontera y que a la vez configuraban un espacio territorial con distintas realidades pero con cierta cohesión.

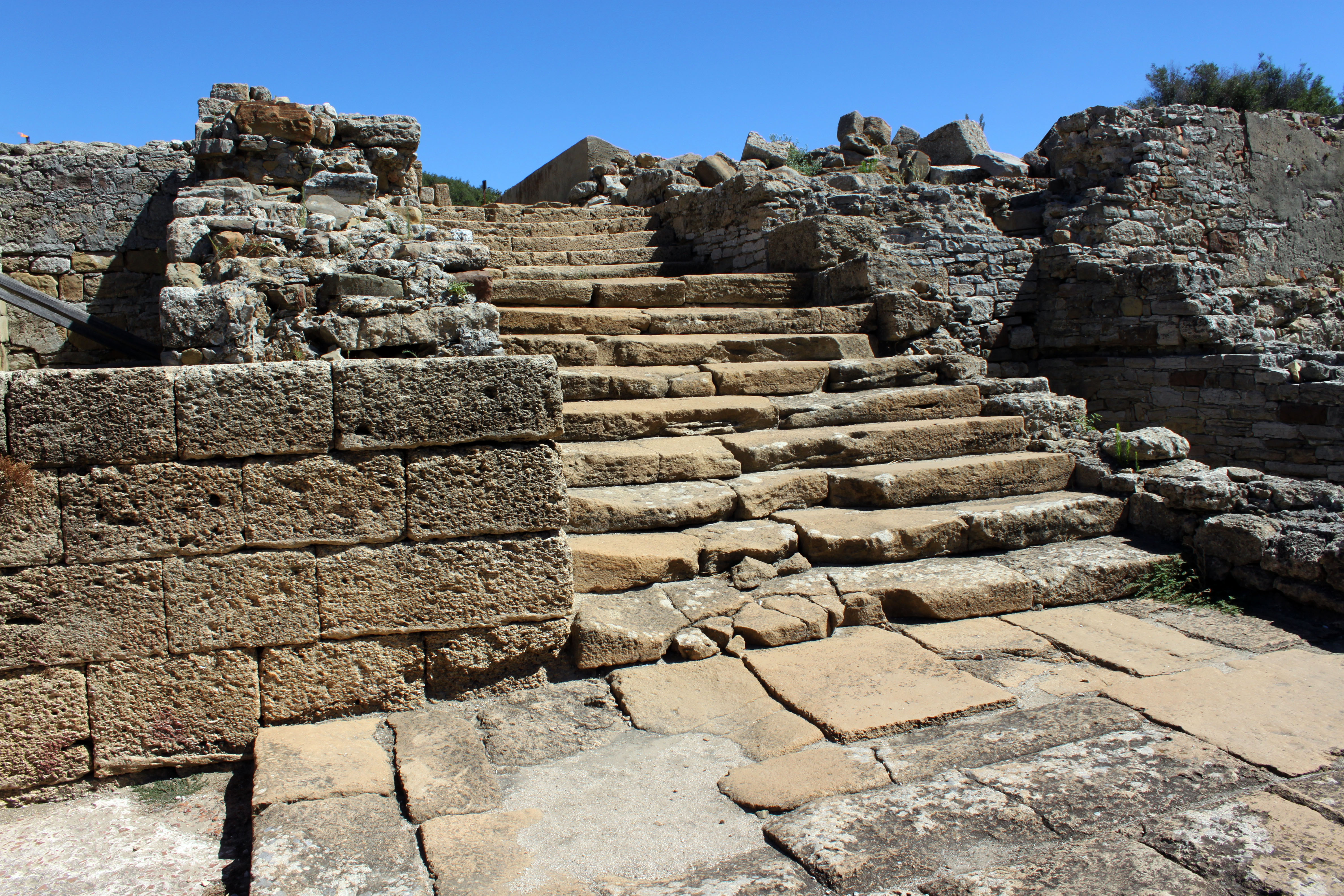
Foro de Carteia (Cádiz)

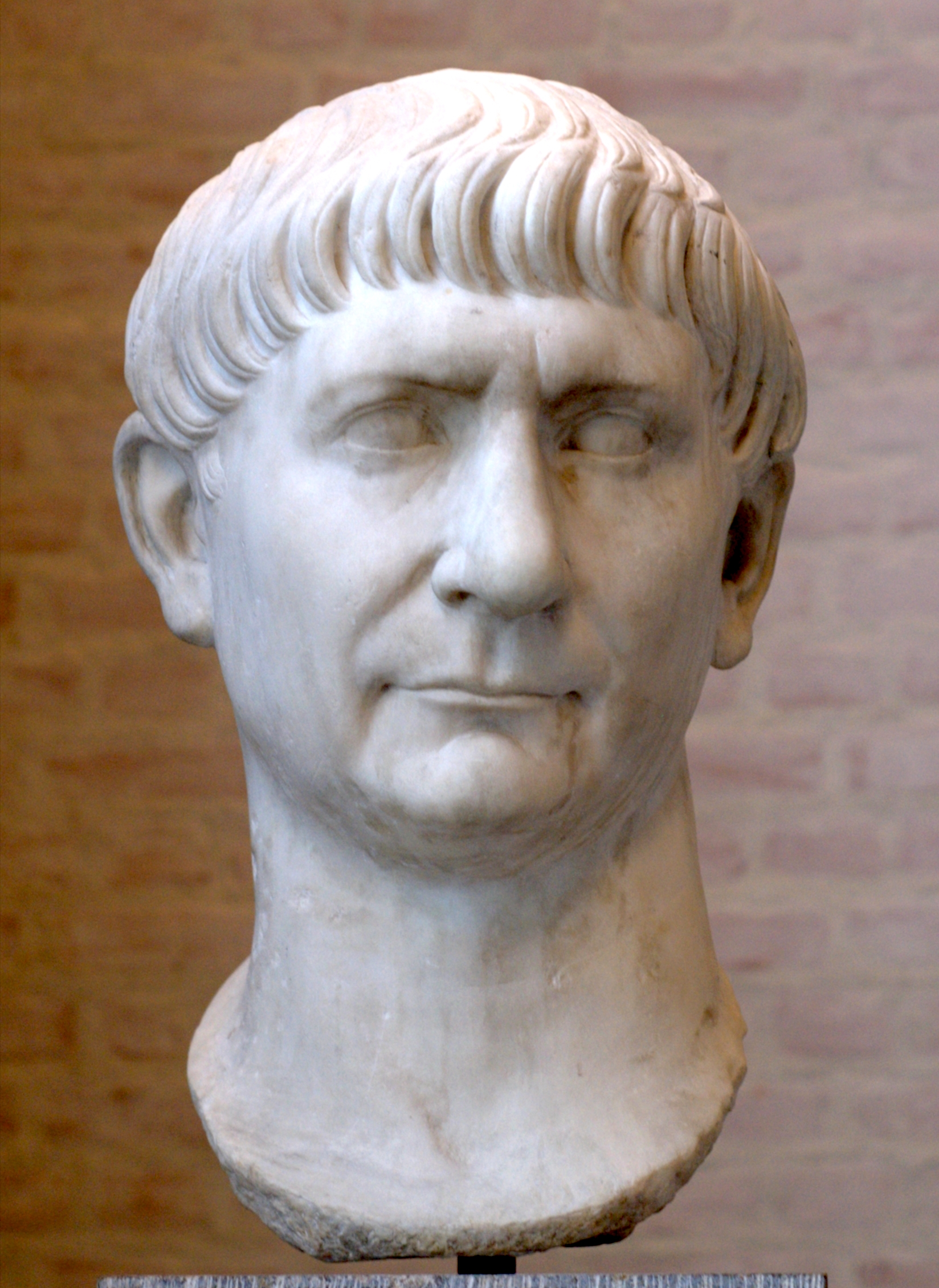
Marco Ulpio Trajano (98-117)

A finales del turbulento siglo III, cuando el imperio estuvo a punto de derrumbarse, la Bética mantuvo su unidad administrativa con la división provincial decretada por Diocleciano (298), que incluía la creación de una Diocesis Hispaniarum.

## Bética romana

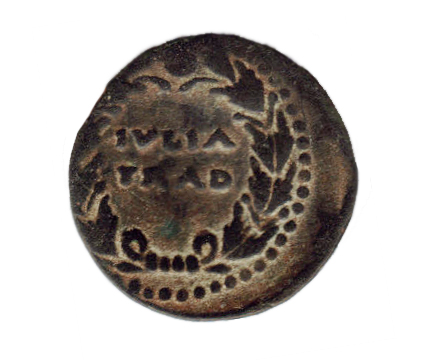
Reverso de as de bronce emitido bajo Augusto por la Colonia Iulia Traducta, ya que numerosas comunidades de la Bética gozaron del privilegio de emisión de moneda fiduciaria desde finales de la república hasta Calígula.

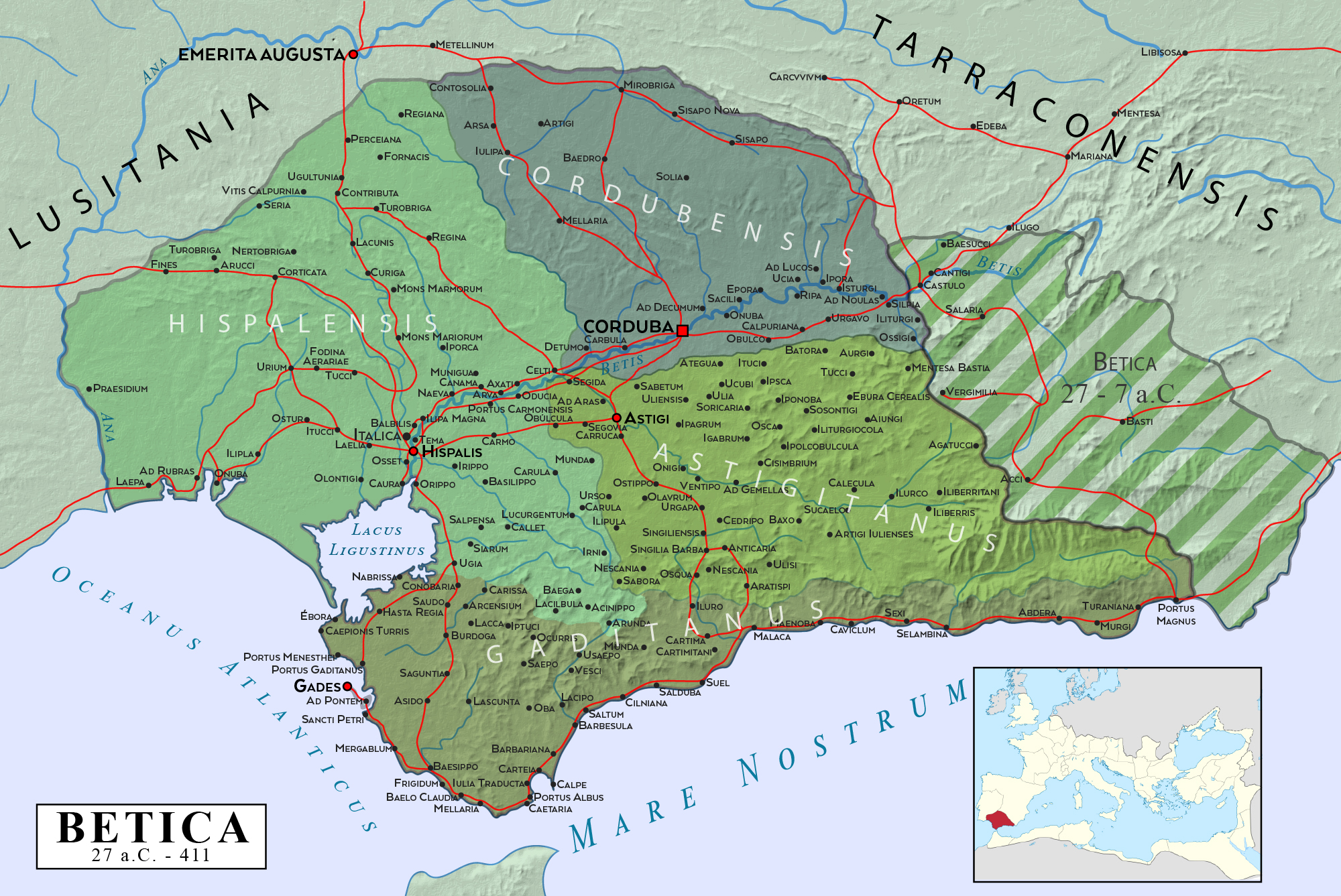
Bética romana del año 27 a. C. al 411.

Tras la derrota de Cartago en la segunda guerra púnica, los cartagineses abandonaron Hispania y su presencia fue sustituida por la de los romanos, quienes tuvieron que hacer frente a algunos focos de resistencia, como la sublevación de los turdetanos en el 197 a. C. Como consecuencia de la victoria romana, se crearon las provincias de Hispania Ulterior e Hispania Citerior. En paralelo a la conquista militar se empezó a colonizar el territorio. El primer asentamiento permanente fue la colonia de Itálica, creada por Escipión el Africano en 206 a. C. para asentar a los legionarios veteranos de la guerra contra los cartagineses. De Roma llegaron familias y veteranos, que se fueron mezclando con la población local, creando una sociedad mestiza y profundamente romanizada. En 171 a. C., una delegación de 4000 hijos de legionario romano y madre hispana viajó hasta Roma para exigir al Senado una clarificación de su situación. La respuesta fue concederles la ciudadanía latina (antesala de la romana) y fundar para ellos Carteia, la primera colonia de derecho latino creada por Roma fuera de Italia. Como parte del mismo ímpetu colonizador, Claudio Marcelo creó la Colonia Patricia Corduba en 169 a. C. con familias patricias llegadas de Roma y miembros de la aristocracia íbera local.
Durante las guerras de conquista que Roma libró contra lusitanos y celtíberos, a pesar de algunas incursiones encabezadas por Viritato, el sur de la Hispania Ulterior se mantuvo como el principal baluarte romano en la zona, convirtiéndose en un centro logístico de primer orden que permitía el desembarco de tropas, la continuación del comercio y el abastecimiento de sus legionarios. 
Durante la guerra de Sertorio (82-72 a. C.), una derivada de la guerra civil entre el optimate Sila y el popular Mario, miles de partidarios de los populares se refugiaron en Hispania huyendo de la dictadura de Sila. Sertorio contó con muchos apoyos en la región, gracias al buen trato dado a sus aliados hispanos, a diferencia del despotismo mostrado por muchos enviados de Roma. Ambas facciones se disputaron la Bética, hasta que el procónsul Quinto Cecilio Metelo la dominó para los optimates desde su cuartel general instalado en Córdoba. Uno de sus generales más destacados fue Pompeyo Magno, quien se ganó la simpatía de muchos hispanos al negarse a perseguir de manera especialmente dura a los muchos partidarios que tenía Sertorio en la región. En aquel contexto apareció también en el sur de Hispania Julio César, entonces un relativamente joven aristócrata romano que desarrolló varios cargos gubernamentales en la Ulterior. Como anécdota, se cuenta que, como símbolo de la dominación romana, plantó un famoso platanero en Córdoba, en casa de un amigo.
A mediados del siglo I a. C. en un contexto de profunda crisis republicana, durante la nueva guerra civil librada entre optimates y populares encabezados respectivamente por Pompeyo Magno y Julio César, el sur de la Hispania Ulterior se convirtió en uno de los principales teatros de operaciones. Tras ser derrotados en la batalla de Farsalia (48 a. C.), parte del ejército pompeyano abandonó Grecia, refugiándose en Egipto, donde Pompeyo fue asesinado a finales del 47 a. C. Su hijo, Cneo Pompeyo el Joven,  recogió los restos del ejército derrotado dirigiéndose a Hispania, donde le quedaban numerosos partidarios gracias al recuerdo dejado por su padre treinta años atrás, durante la guerra sertoriana. Julio César, que contaba también con importantes apoyos en la zona, persiguió a las tropas enemigas, a las que derrotó contundentemente en la batalla de Munda (45 a. C.), cerca de Córdoba, dando por concluida la guerra.
Tras el asesinato de Julio César en los idus de marzo de 44 a. C., se instauró el Segundo Triunvirato (43-33) entre Marco Antonio (lugarteniente de César), Octavio (su heredero) y Lépido, que se repartieron el gobierno de la República romana por zonas de influencia. Hispania correspondió a Octavio, que a partir del 29 a. C. emprendió la conquista definitiva de la cornisa cantábrica. 
En el año 27 a. C., con Octavio recién nombrado Augusto por el Senado, se llevó a cabo una reforma por la que Hispania quedó dividida en tres provincias imperiales: la Bética, la Tarraconense y la Lusitania. La Bética fue desde entonces una provincia senatorial gobernada por un procónsul con capital en Corduba, no siendo necesaria la presencia de ninguna legión por su completa pacificación. Las otras dos fueron designadas provincias imperiales, con presencia militar, y autoridades nombradas directamente por el emperador, instaladas en Tarraco y Augusta Emerita.
Con el paso de república a imperio, empezó para la Bética una prolongada etapa de gran prosperidad en todos los ámbitos. La actividad minera -que dependía de la mano de obra esclava- llenaba las arcas del Estado, mientras que la exportación de aciete de oliva -el más apreciado del mundo romano- enriqueció a numerosas familias, resultando en un gran desarrollo económico. Las ciudades fueron embellecidas con teatros, anfiteatros y circos, templos y villas urbanas, mientras las villas rústicas proliferaron a lo largo y ancho del territorio bético, al que empezó a llegar una gran cantidad de esclavos, destinados tanto a los trabajos mineros y agrícolas como al cuidado doméstico de las familias más pudientes. En Corduba, la capital, se ampliaron los templos y los foros municipal y provincial, y se contó con un programa de monumentalización que incluyó la construcción de circo, anfiteatro y teatro solo superados en tamaño y aforo por los de la mima Roma. Gades contó también con un gran teatro, y en Itálica se levantó un anfiteatro con capacidad para 25000 espectadores.
El surgimiento de una poderosa elite local tuvo su reflejo también en el ámbito de la cultura en un contexto profundamente romanizado. Aunque desarrollaron su carrera en Roma, la familia Annea de Corduba produjo figuras tan relevantes como el retor Marco Anneo Séneca, su hijo Séneca, famoso filósofo estoico, y Lucano, autor del poema épico Farsalia. En Gades nació el agrónomo Columela, y en la vecina Tingentera el geógrafo Pomponio Mela. Tras casi tres siglos de presencia de Roma, la Bética se había incorporado plenamente a la civilización romana, al igual que el resto de Hispania, aunque con mayor intensidad. El emperador Vespasiano reconoció este hecho con el  Edicto de Latinidad (73), que concedía la ciudadanía latina (Ius Latii minor) a todos los habitantes libres de Hispania.

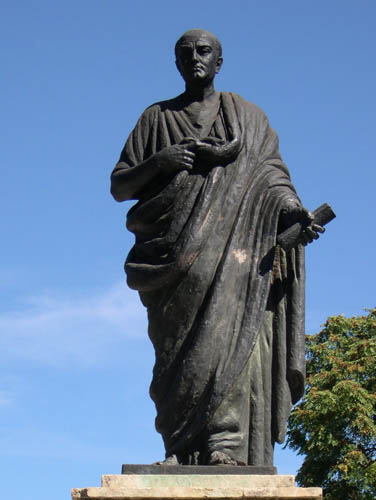
Lucio Anneo Séneca

Fue tal la importancia de la Bética que dio a Roma dos emperadores, nacidos en familias relacionadas con el comercio de aceite asentadas desde hacía siglos en Itálica. El emperador Trajano (98-117) se embarcó en una serie de conquistas que llevaron al imperio a la mayor extensión territorial de su historia, con la incorporación de Dacia, Mesopotamia, Asiria y Nabatea. Su sucesor, Adriano (117-138), en cambio, destacó por tratar de consolidar unas fronteras más defendibles (retirándose de las recientes conquistas) y promover las artes y la cultura. El emperador Marco Aurelio (161-180), aunque nacido en Roma, tenía también sus raíces familiares en la provincia, concretamente en Ucubi (actual Espejo), no lejos de Corduba.
A pesar de que la Bética disfrutó de la Pax Romana, no estuvo exenta del peligro que suponían las repetidas incursiones de los mauri en el norte de África. En 171 cruzaron el Estrecho de Gibraltar, dedicándose al saqueo de numerosas poblaciones béticas durante meses, obligando a Roma a enviar tropas. Además, debido al gran apoyo que halló en la Bética Clodio Albino, rival de Septimio Severo (193-211) por el principado, este último confiscó los bienes de numerosos partidarios de aquel, condenando además a muerte a varios miles de béticos, incluyendo mujeres.
El turbulento siglo III, que a punto estuvo de ver derrumbarse al imperio, trajo nuevamente complicaciones para la Bética procedentes de África, a las que se añadía una piratería muy activa en la zona del estrecho. Esto obligó al emperador Maximiano a desplazarse a Corduba hacia el 296-297, donde mandó construir un palacio imperial de proporciones colosales desde el que dirigir la campaña militar contra piratas y mauri, en la Mauritania Tingitana.

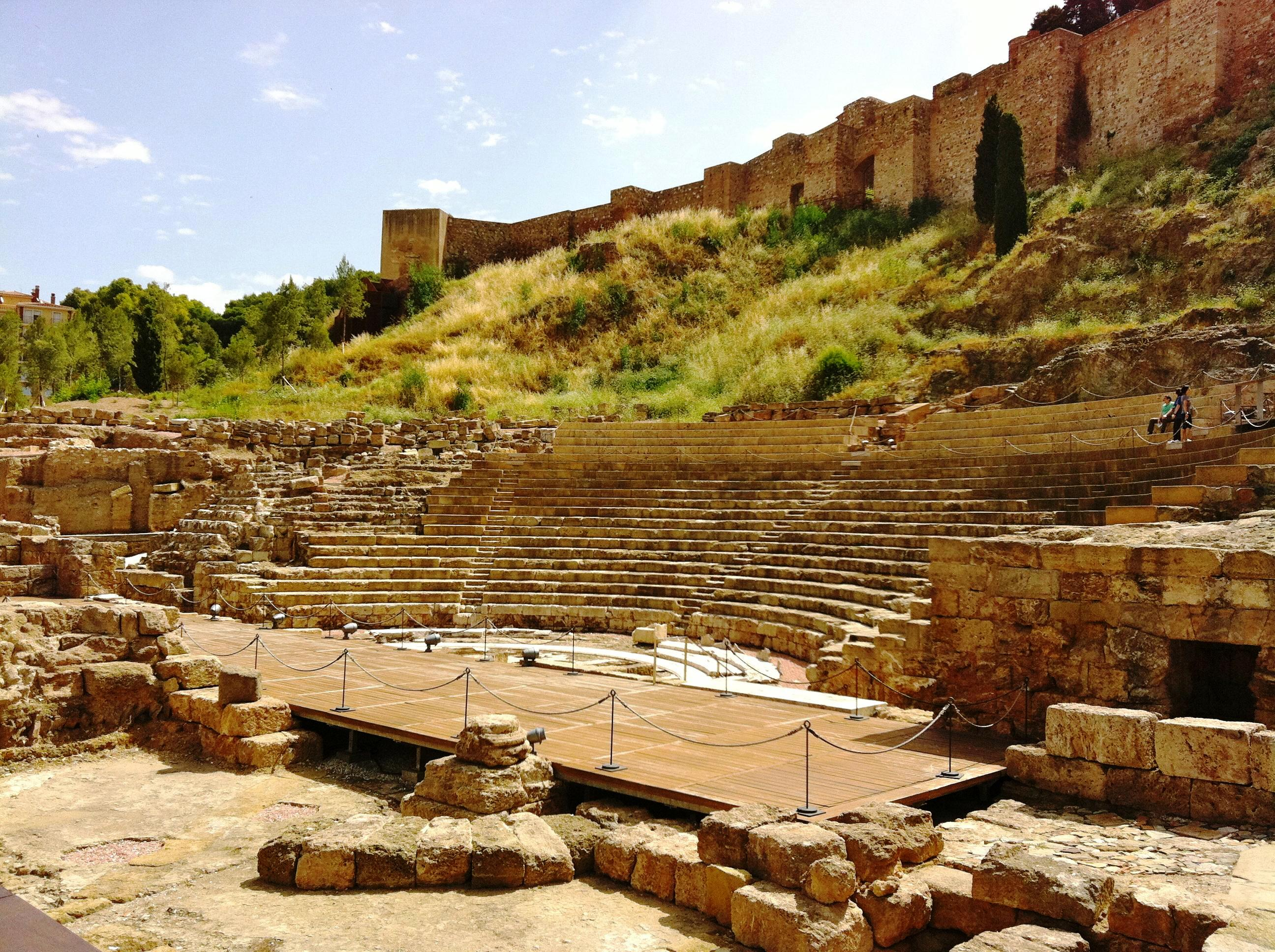
Teatro romano de Málaga

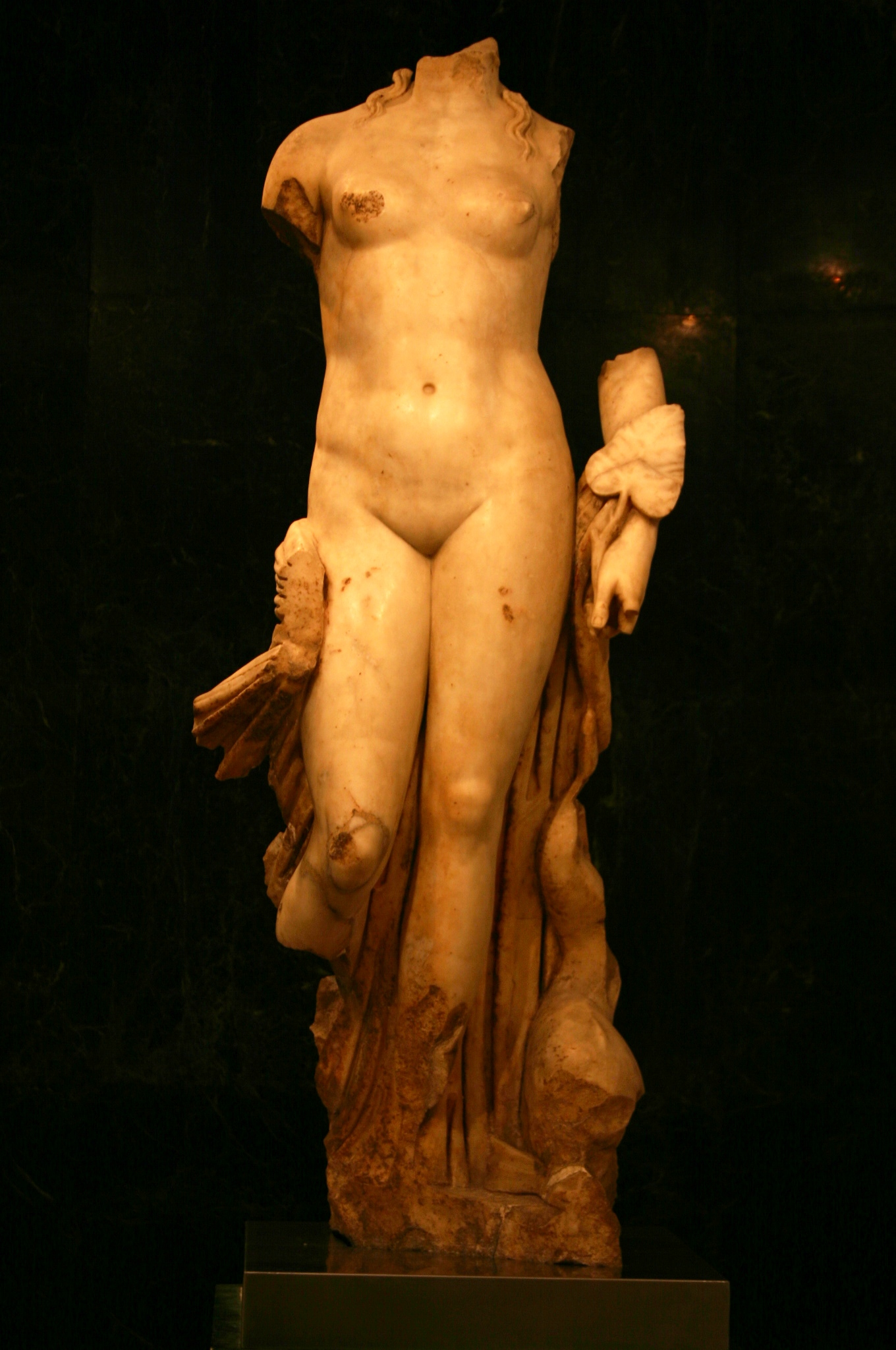
Venus de Itálica (s. II d. C.)

Los intensos vínculos con el resto del mundo romano hizo de la Bética uno de los puntos de entrada en Hispania de una religión procedente de la parte oriental del imperio: el cristianismo. Esto propició una temprana cristianización, que arraigó fuertemente en las zonas costeras y que fue marcando un nuevo desarrollo cultural en toda la península ibérica. En el siglo IV, a partir del reinado de Constantino el Grande (306-337), el cristianismo pasó a ser tolerado en el Imperio. Un obispo cordobés, Osio, jugó un papel fundamental en establecer la doctrina de la Iglesia católica en el Concilio de Nicea (325), celebrado en la provincia asiática de Bitinia. Por esas fechas, se celebró en tierras béticas el Concilio de Elvira, hito fundamental en la historia del cristianismo en España, al que asistieron once obispos de la Bética de un total de diecinueve asistentes.
En 380, el emperador Teodosio, nacido en Hispania, decretó mediante el Edicto de Tesalónica que la religión oficial del imperio pasaba a ser el cristianismo, lo que desató una fuerte persecución contra las minorías que se aferraban a la religión tradicional romana, parecida en intensidad a la sufrida por los cristianos en tiempos de Diocleciano.
La Bética fue romana hasta que en el 411, tras invadir el Imperio occidental, los suevos, vándalos y alanos se establecieron en la península ibérica. Los vándalos silingos (dirigidos por Fridibaldo), más poderosos que sus hermanos asdingos, recibieron la fértil provincia de la Bética, donde permanecieron hasta que fueron expulsados por los visigodos y los supervivientes se unieron a los asdingos con los que invadieron la diócesis de África. No es posible especificar en qué zonas de Andalucía se asentaron, debido a su corta permanencia y a la falta de hallazgos arqueológicos.

## Bética visigoda

La Hispania visigoda hacia el año 700.

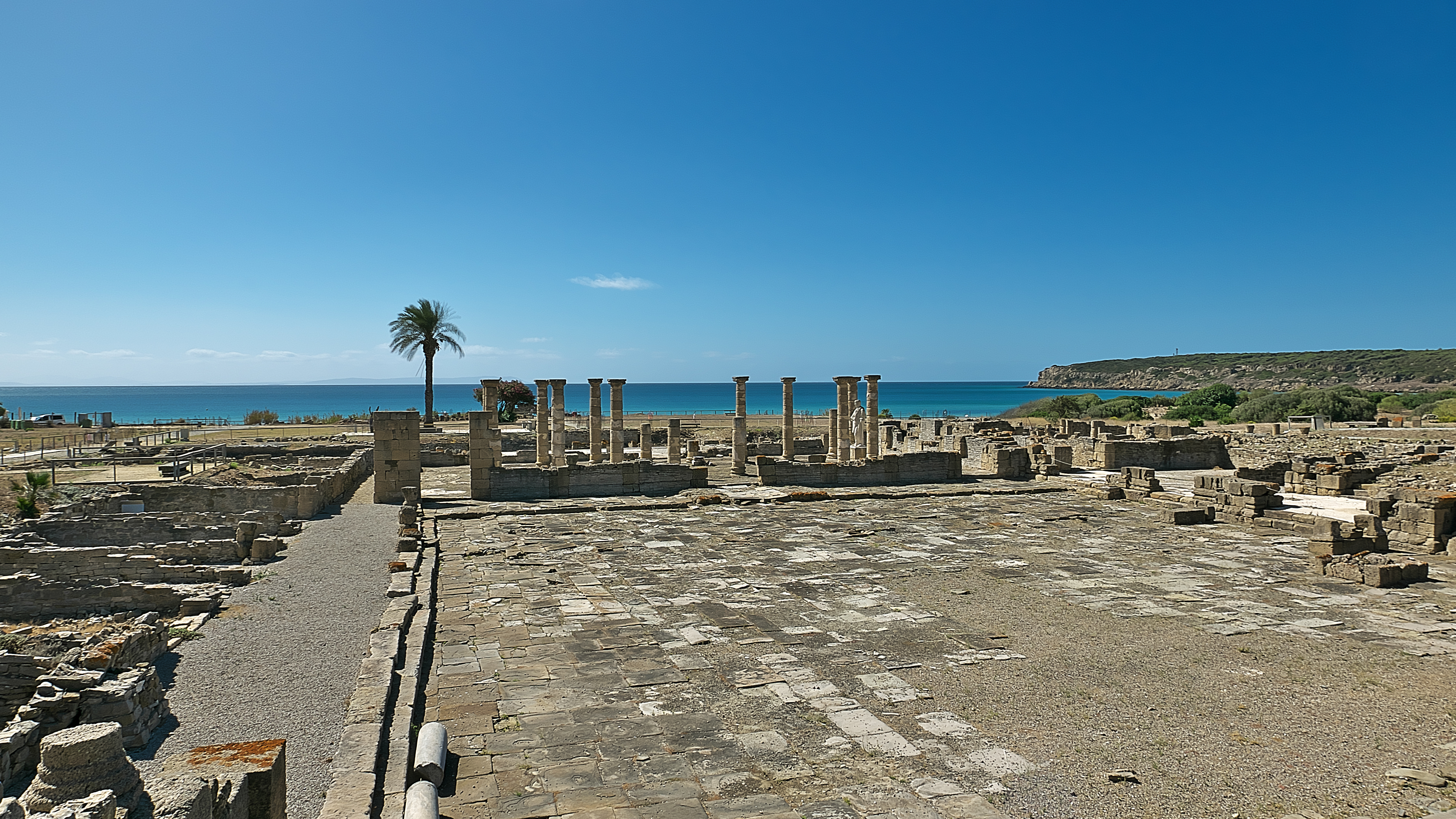
Plaza del Foro de Baelo Claudia.

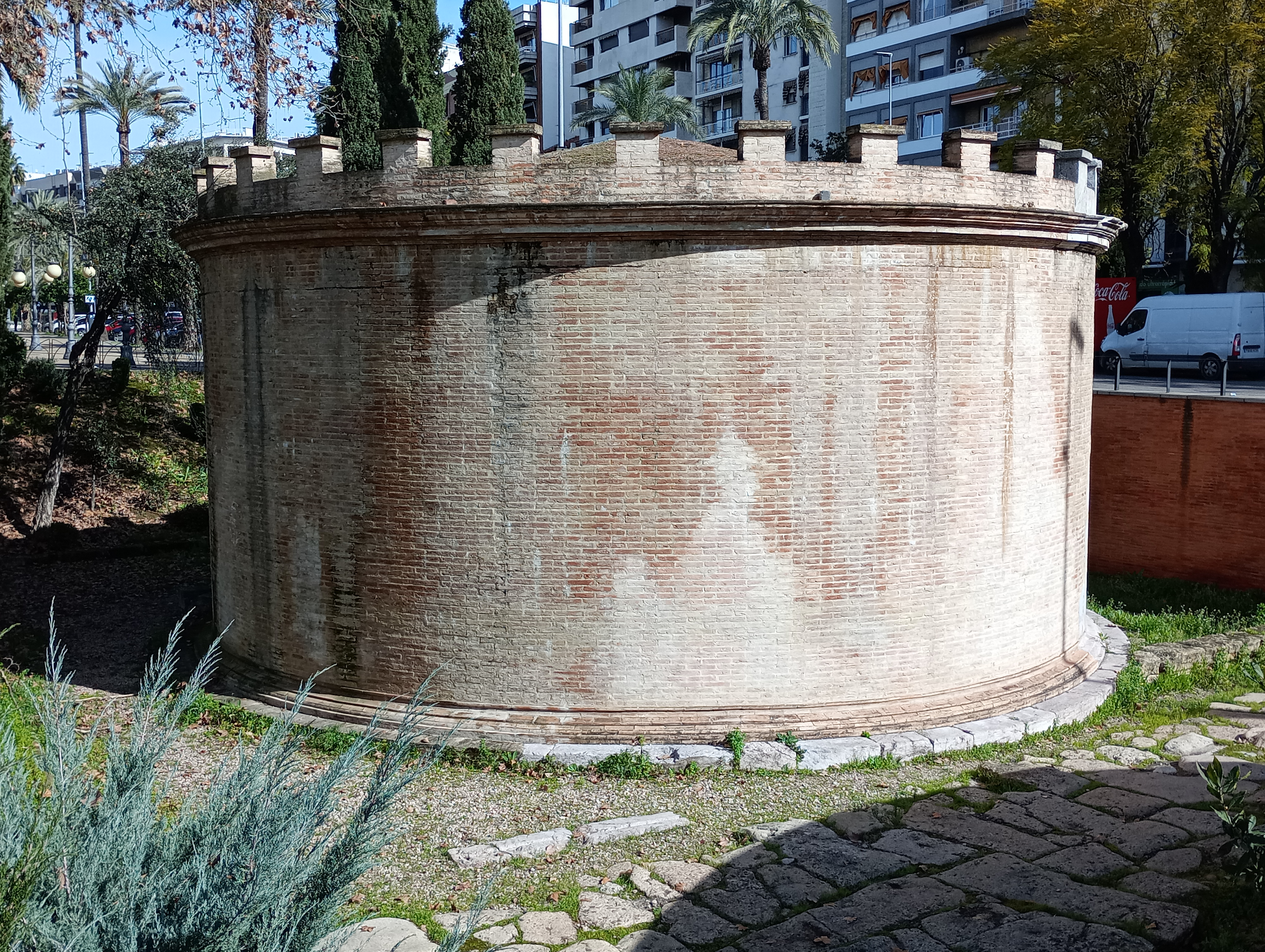
Mausoleo romano de Córdoba

Con la irrupción de los visigodos en el escenario político de la península ibérica el 418, los vándalos fueron expulsados. La fuerte romanización y la fortaleza de una oligarquía territorial de la provincia, capaz de tener auténticos ejércitos propios, hizo de la Bética un territorio difícil de conquistar. Fue el último territorio controlado de facto por los visigodos, y el que mayor inestabilidad política presentaba. Muestra de ello es que en el año 521 el pontífice nombró vicario de la Lusitania y la Bética al obispo metropolitano de Sevilla (Salustio), dando a entender que la jurisdicción eclesiástica de Tarragona no controlaba los territorios del sur peninsular.

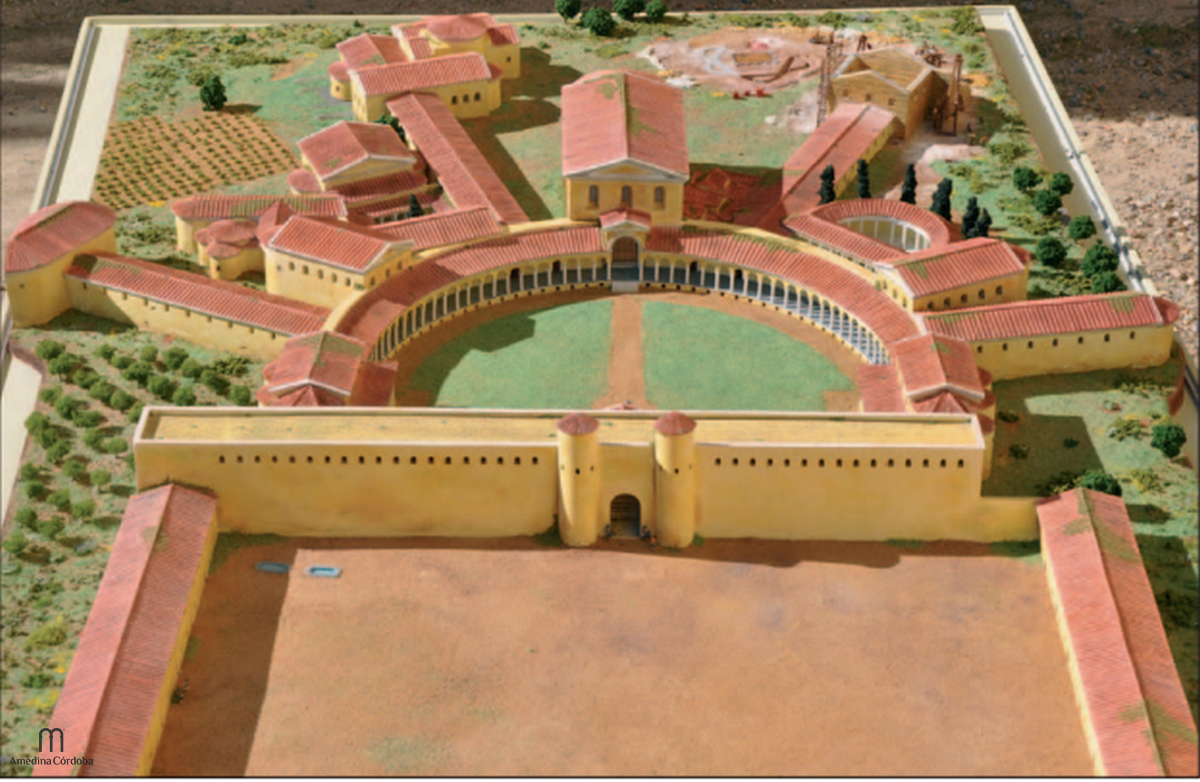
Maqueta del Palacio de Maximiano Hercúleo, Córdoba (finales del)

A partir del año 531 el rey visigodo Teudis llevó a cabo una rápida expansión hacia el sur, llegando a instalar su corte en Sevilla, para tener un mejor control de sus operaciones en el sur peninsular. Incluso llegó a dirigir una ofensiva, fracasada, contra el poder bizantino establecido en Settem (Ceuta). Finalmente la Bética quedó definitivamente integrada en el Reino visigodo de Toledo, si bien cuando los intereses de la oligarquía terrateniente hispanorromana peligraban, se producían rebeliones, como las de Atanagildo y Hermenegildo.

Presencia bizantina en la península ibérica.

La rebelión de Atanagildo, con apoyo de la oligarquía de la Bética, supuso la entrada en acción del poder bizantino, en expansión bajo Justiniano I. Una parte importante de la Bética y la Cartaginense, dada su importancia para el comercio en el Mediterráneo, fue conquistada e incorporada por dicho emperador bajo el nombre de Provincia de Spania, que estableció su capital en la mediterránea Malaca. Para ello, Justiniano debió contar con el apoyo fundamental de la población y élite vernácula, fuertemente romanizada, que estaba en contra de los visigodos y deseaba la vuelta al orden romano y católico. Sin embargo, la presencia bizantina en la Bética fue fugaz, ya que el Reino visigodo de Toledo siempre quiso recuperar el litoral perdido. Las campañas, primero de Leovigildo y luego de Suintila, hicieron que se creara un poder unificado en la península ibérica.
Los obispos católicos de la Bética, sólidamente apoyados por la población local, consiguieron convertir al rey visigodo arriano Recaredo y sus nobles. Durante el periodo visigodo, en lo religioso y cultural San Leandro y San Isidoro fueron personalidades fundamentales, que desempeñaron su labor principalmente en Sevilla.

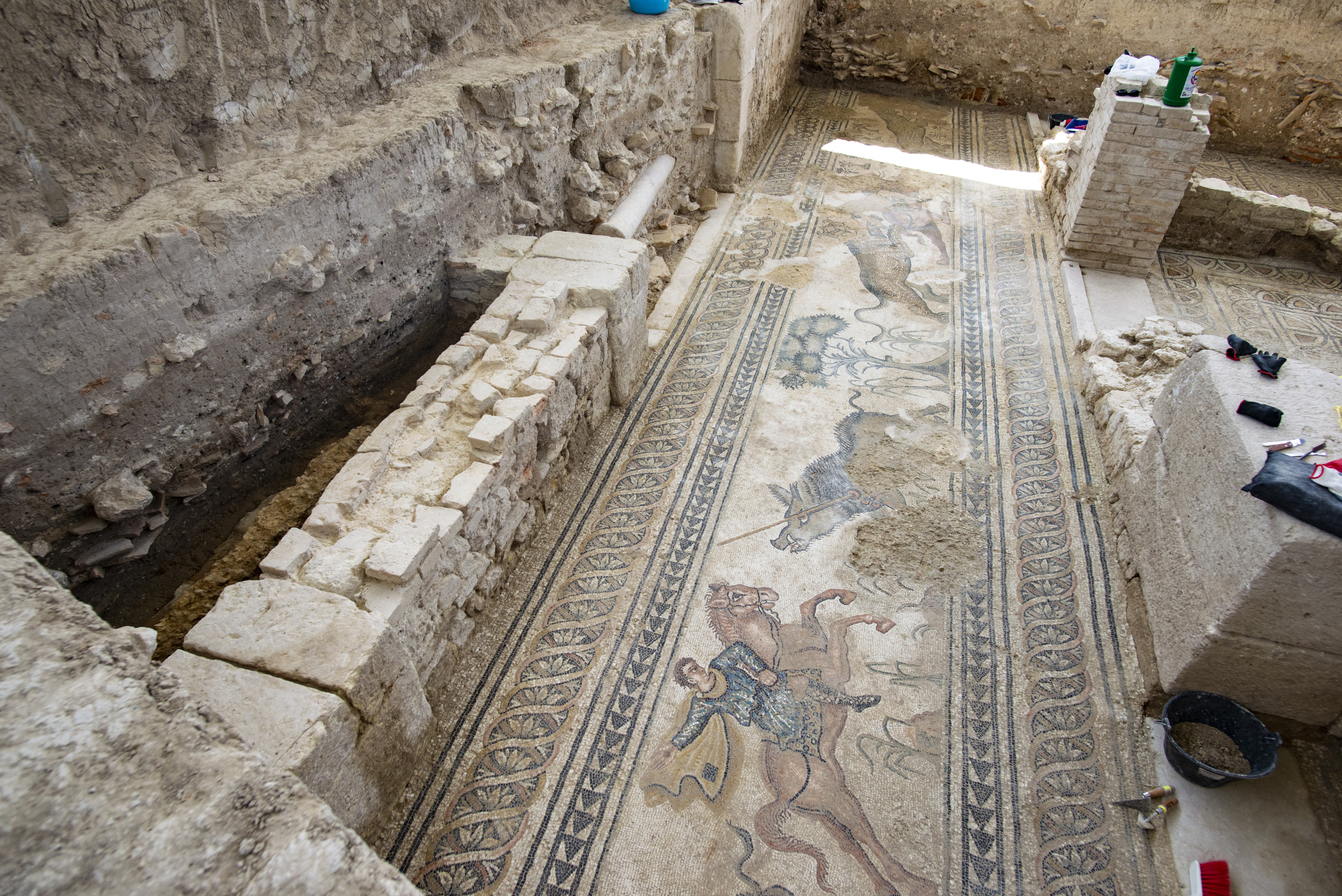
Mosaico de la villa romana de El Salar (Granada), siglos I-V.

La batalla del Guadalete, librada el 711 en tierras béticas por Rodrigo, rey visigodo que antes había sido duque de la Bética, fue la lucha definitiva en la pérdida de Hispania por parte del poder godo. Los musulmanes bereberes del norte de África junto a élites árabes conquistaron la Bética y la mayor parte del resto de Hispania, estableciendo primero el Emirato y posteriormente el Califato de Córdoba, cuya capital se estableció en Córdoba, la misma ciudad que lo era de la Bética, provincia que a partir de entonces dejó de existir como tal, aunque siguió siendo el centro neurálgico de al-Ándalus.

## Economía

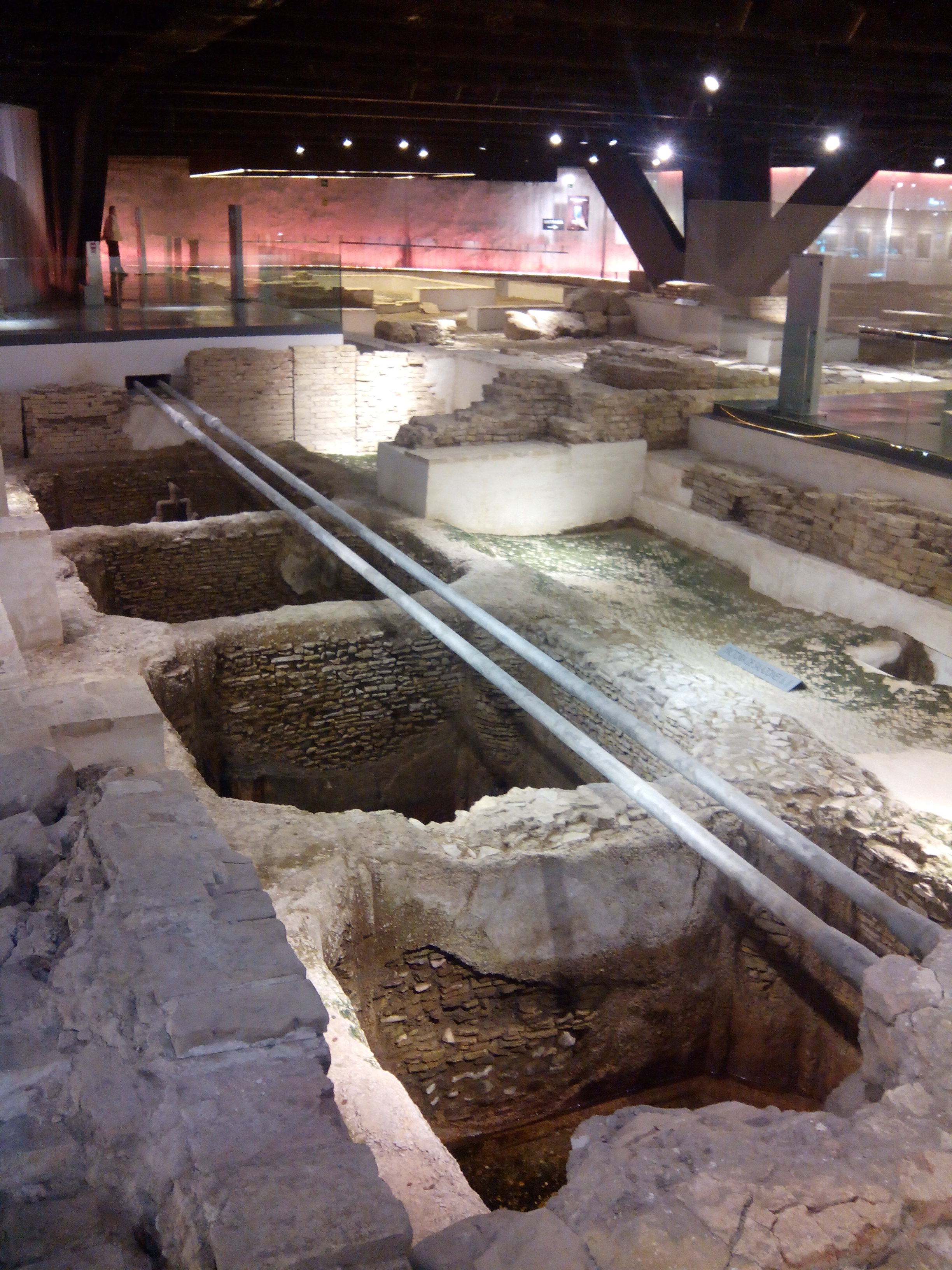
Factoría de salazones. Museo Anticuarium Sevilla.

La agricultura del sur de la península ibérica era especialmente rica, exportando vinos, aceite de oliva y también una salsa de pescado fermentada llamada garum, muy apreciada en la dieta romana. Las vastas plantaciones de olivos de la Bética proporcionaban aceite de oliva que era transportado por mar y suministrado, entre otros, a las legiones romanas en Germania. Las ánforas de la Bética han sido halladas a lo largo y ancho del Imperio romano de Occidente. Para conservar el control de estas rutas marítimas el Imperio necesitaba controlar las distantes costas de Lusitania y la costa del Atlántico al norte de Hispania. Columela, quien escribió veinte volúmenes que tratan todos los aspectos de la agricultura romana y la viticultura, procedía de la Bética.